# Carlos Deltour
Carlos Deltour (Guadalajara, Mèxic, 8 d'abril de 1864 – Kanbo, Lapurdi, 29 de maig de 1920) va ser un remer francès que va competir cavall del segle xix i el segle xx. El 1900 va prendre part en els Jocs Olímpics de París, on guanyà una medalla de bronze en la prova de dos amb timoner com a membre de l'equip Rowing Club Castillon.